# Creedia
Creedia es un género de peces de la familia Creediidae, del orden Perciformes. Este género marino fue descrito por primera vez en 1898 por James Douglas Ogilby.

## Especies
Especies reconocidas del género:
- Creedia alleni J. S. Nelson, 1983
- Creedia bilineata Shimada & Yoshino, 1987
- Creedia haswelli (E. P. Ramsay, 1881)
- Creedia partimsquamigera J. S. Nelson, 1983

### Lectura recomendada
- Ramsay, E. P., 1881. Description of a new species of Hemerocoetes from Port Jackson. Proceedings of the Linnean Society of New South Wales. Vol. 6 (pt 3): 575.
- Eschmeyer, William N., ed. 1998. Catalog of Fishes. Special Publication of the Center for Biodiversity Research and Information, núm. 1, vol. 1-3. California Academy of Sciences. San Francisco, Califòrnia, Estats Units. ISBN 0940228475.
- Nelson, J. S., 1985. On the interrelationships of the genera of Creediidae (Perciformes: Trachinoidei). Jap. J. Ichthyol. 32(3): 283-293.
- Last, P. R., Scott, E. O. G. & Talbot, F. H., 1983. Fishes of Tasmania. Hobart: Tasmanian Fisheries Development Authority. 563 pp.
- Allen, G. R., 1985. Fishes of Western Australia. p. 2199-2534. A: W.E. Burgess i H.R. Axelrod (eds.). Vol. 9. Pacific marine fishes. T.F.H. Publications, Neptune City, Nova Jersey.
- McCulloch, A. R., 1930. A check-list of the fishes recorded from Australia. Memoirs of the Australian Museum 5(1–4): 1-534.